# Wilhelm Tecklenborg
Wilhelm Tecklenborg, född 1882, död 1948, var en tysk industrialist som tillsammans med Carl F. W. Borgward grundade biltillverkaren Goliath 1928.
Wilhelm Tecklenborg tillhörde familjen bakom Tecklenborgvarvet i Bremerhaven och var son till Eduard Tecklenborg.